# Concert spirituel

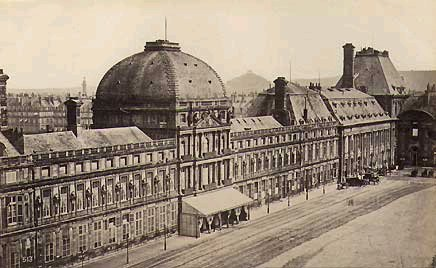
Le Palais de Tuileries, där concert spirituel uppfördes.

Concert spirituel var ett av de första slagen av offentliga konserter i historien. Konserterna började i Paris 1725 och upphörde i anslutning till franska revolutionen, 1790; senare gavs konserter under samma namn i Paris, Wien, London och andra håll. Konsertserierna uppfördes för att erbjuda underhållning under fastan och andra religiösa helger under vilka andra uppträdanden (på Parisoperan, Comédie-Francaise, och Comédie-Italienne) av religiösa skäl var förbjudna.
Programmen i concert spirituel innehöll en blandning av sakrala körverk och virtousa instrumentalstycken, och under många år gavs de i den magnifikt dekorerade Salle des Cent Suisses i Le Palais de Tuileries. De började klockan sex på kvällen, och besökarna utgjordes framför allt av välbärgade borgare, lågadel och utländska besökare. 1784 flyttade konserterna till Salle des Machines (ett tidigare operahus i Tuilerierna), och 1790, när kungliga familjen flyttade dit, gavs de på en av Paris teatrar.
Den första concert spirituel gavs i mars 1725, och nästan all musik var skriven av Michel-Richard Delalande, så när som på ett verk av Arcangelo Corelli. Personerna bakom concert spirituel var verksamma vid Parisoperan. Dess första ledare var sonen till den kunglige musikbibliotekarien, François-André Danican Philidor. Det finns en parallell till Georg Friedrich Händels religiösa oratorier från ungefär samma tid, som också skrevs för att förse publiken med utomkyrklig musik under helger som var vikta åt fromhetsutövningar.
Till en början var konserterna ekonomiska misslyckanden, men 1734 övertog Académie Royale de Musique ledningen; i den epoken i konserternas historia främjades franska kompositörer som  Michel-Richard Delalande, Jean-Joseph Mouret, Pancrace Royer, Jean Marie Leclair  och Jean-Joseph de Mondonville. Under åren skulle även kompositörer som Pergolesi, Mozart och Haydn att spelas. Från 1755 började oratorier med fransk text att framföras med stor framgång.
Konserterna återupptogs ett kort tag under Napoleontiden, från år 1805. Under Bourbonska restaurationen gav Théâtre-Italien och Académie Royale de Musique mellan sex och nio concert spirituel per år, framför allt under stilla veckan. Det blev ett återkommande inslag för Société des Concerts du Conservatoire från dess bildande år 1828 och under återstoden av 1800-talet.